# Phenelia striatella
Phenelia striatella är en insektsart som först beskrevs av Matsumura 1914.  Phenelia striatella ingår i släktet Phenelia och familjen vedstritar. Inga underarter finns listade i Catalogue of Life.